# استان کیرووهراد
استان کیرووهراد (به اوکراینی: Кіровоградська область) از استان‌های اوکراین است. مرکز این استان شهر کیرووهراد می‌باشد.